# Amphicaryon ernesti
Amphicaryon ernesti är en nässeldjursart som beskrevs av Totton 1954. Amphicaryon ernesti ingår i släktet Amphicaryon och familjen Prayidae. Inga underarter finns listade i Catalogue of Life.